# Murène léopard
Gymnothorax favagineus · Murène léopard, Murène nid d'abeilles
Espèce
Synonymes
- Gymnothorax permistus  (Smith, 1962)

La Murène léopard (Gymnothorax favagineus), parfois également nommée murène nid d'abeilles, est une espèce de poissons de la famille des Muraenidae.

## Description
Gymnothorax favagineus est une murène de grande taille qui peut atteindre une longueur maximale de 300 cm, cependant les spécimens habituellement rencontrés sont beaucoup plus petits. 
Son corps serpentiforme possède une teinte de fond blanc crème pouvant avoir des nuances jaunâtres parsemé de multiples taches noires de forme et taille variables selon les individus et le milieu dans lequel les animaux vivent. Ainsi les individus qui vivent sur un récif aux eaux claires auront moins de taches noires que ceux d'un milieu turbide.
C'est de cette livrée caractéristique que découlent ses noms vernaculaires.

## Distribution & habitat
La murène léopard est présente dans les eaux tropicales et subtropicales du bassin Indo-Ouest Pacifique soit des côtes orientales de l'Afrique, Madagascar et Mer Rouge incluse, à la Papouasie-Nouvelle-Guinée et du sud du Japon à la grande barrière de corail,.
La murène léopard vit sur les pentes externes des récifs coralliens, la journée elle se repose à l'abri dans les anfractuosités du récif entre 1 et 45 mètres de profondeur.

## Biologie
La murène léopard est un carnivore, la nuit venue elle sort de son repaire et chasse activement ses proies, constituées de petits poissons et de céphalopodes en se fiant à son odorat.

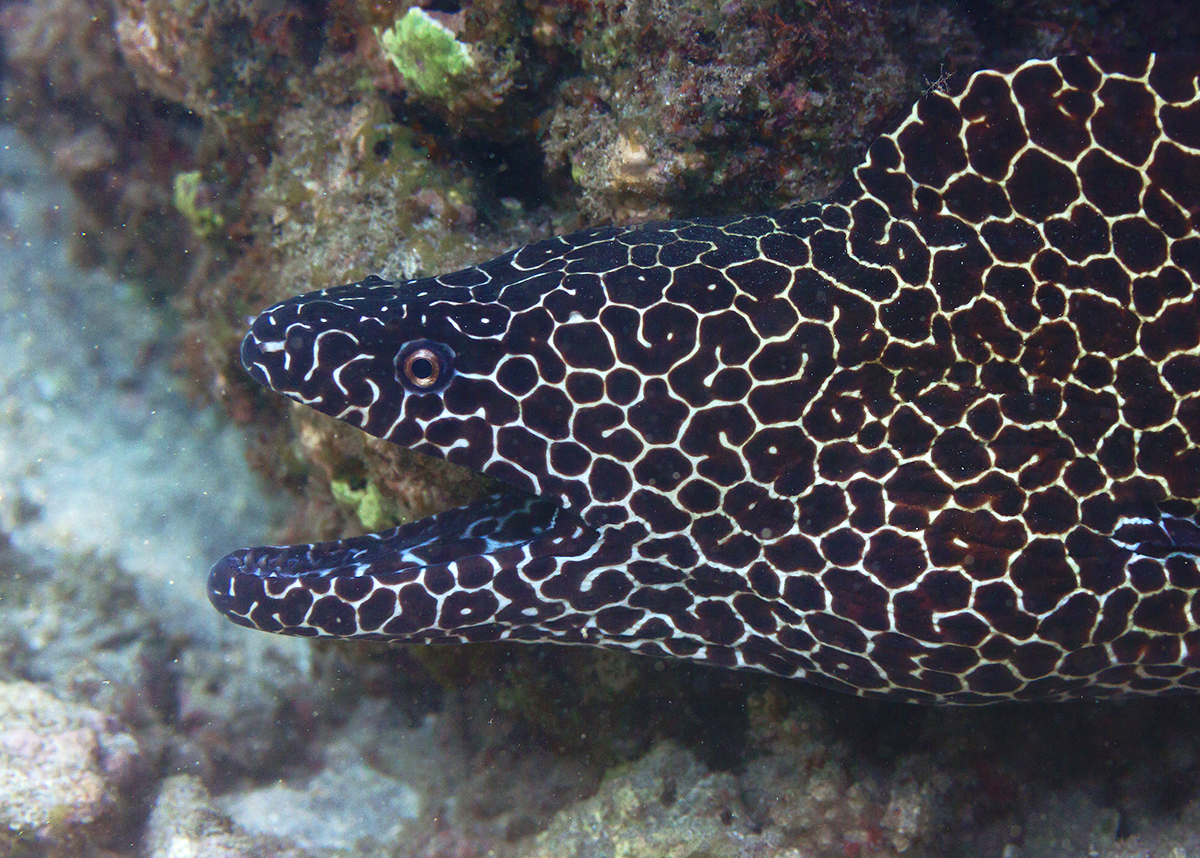
Juvénile
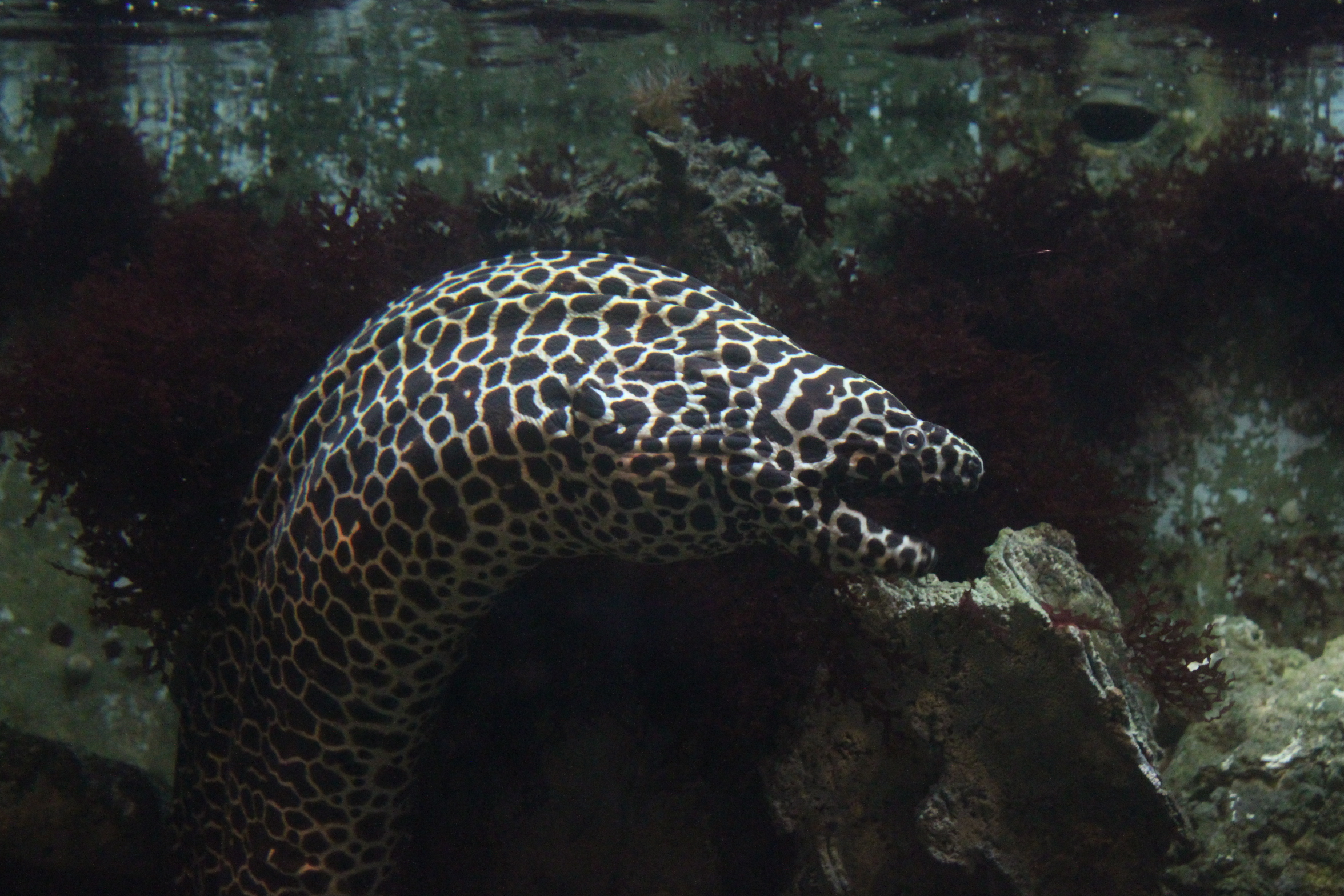
En Indonésie
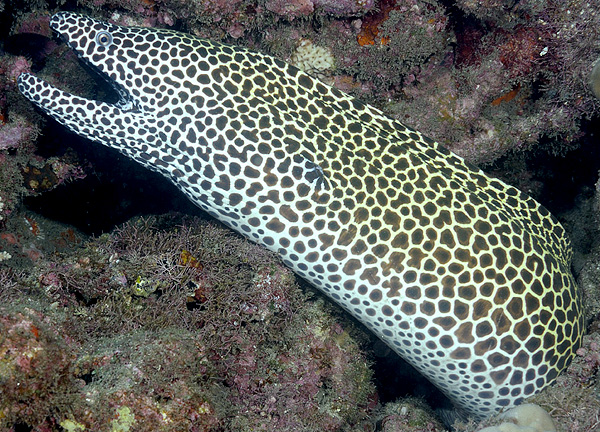
À La Réunion
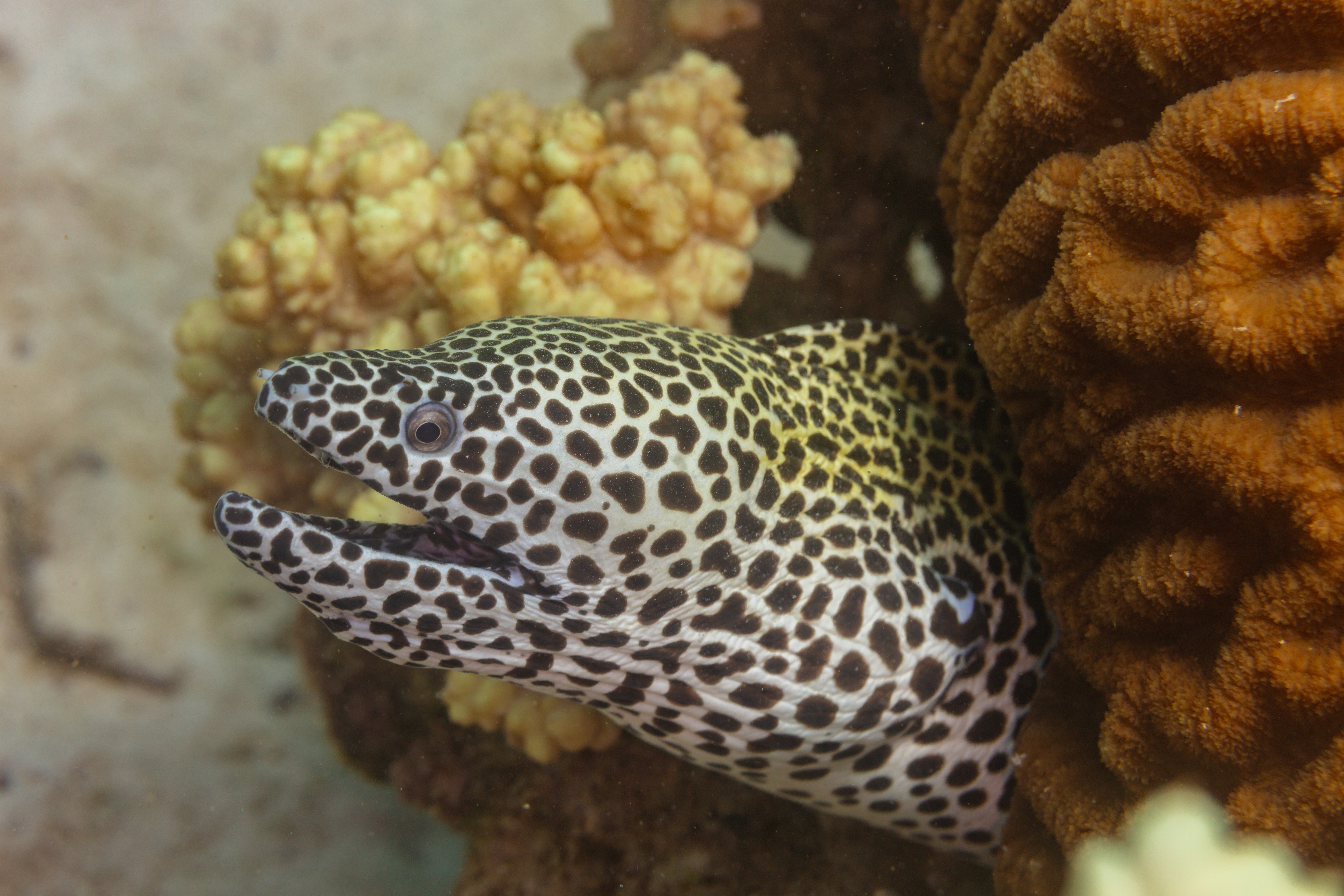
A Oman
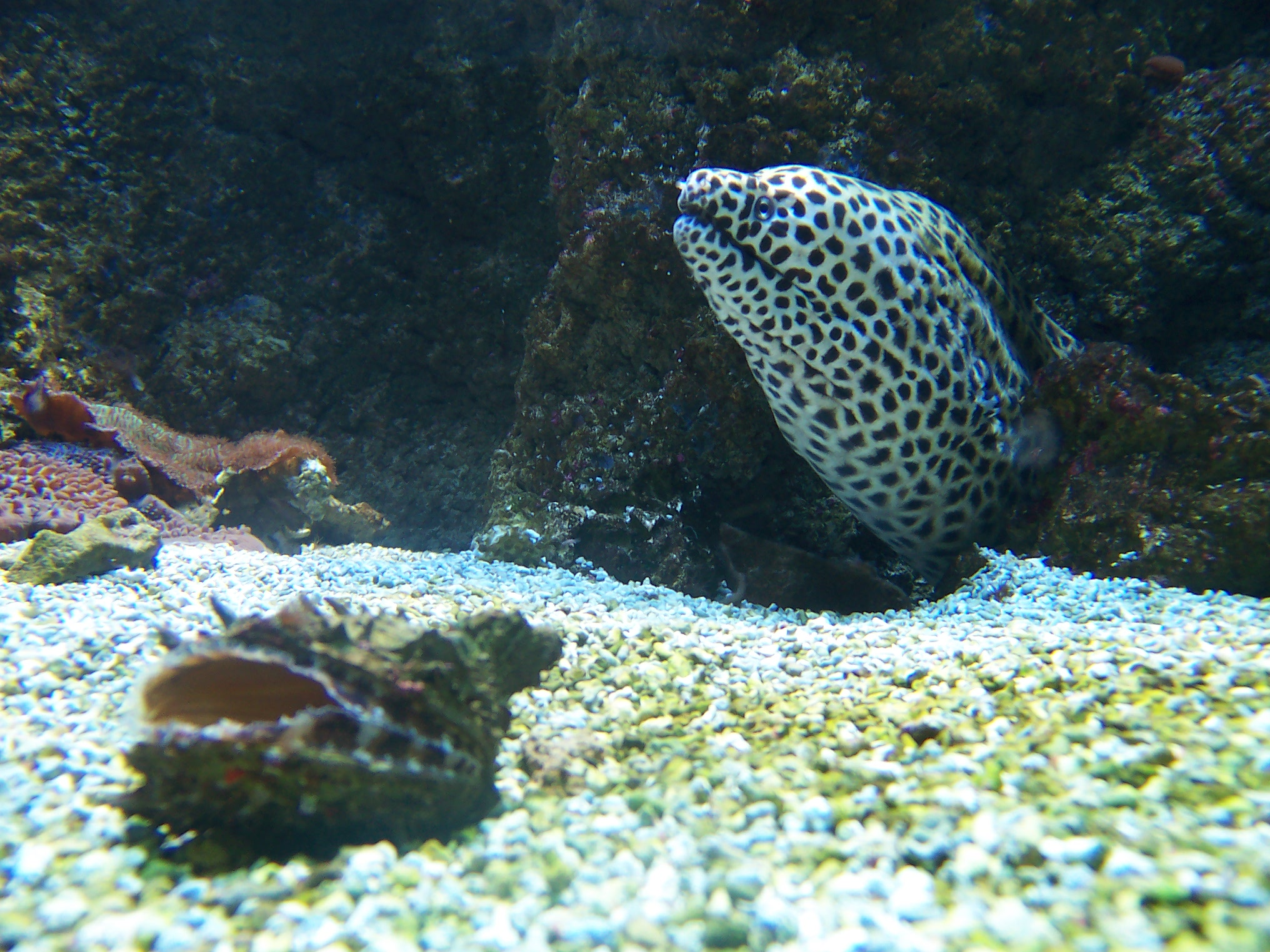
À Océanopolis, Brest, France